# Benjamin Cortes Rodrigues
Benjamin Cortes Rodrigues foi um político uruguaio ou argentino ativo no Brasil.
É atestado em Caxias do Sul a partir de c. 1888, onde tornou-se um dos carreteiros mais ricos da vila. Foi um dos fundadores da primeira loja maçônica local, Força e Fraternidade, um dos fundadores em 1890 do diretório do Partido Republicano Rio-Grandense, e membro do primeiro Conselho Municipal, eleito em 20 de outubro de 1891 e empossado em 26 de setembro de 1892, atuando até 1896. Neste ano foi reeleito, e novamente em 1900, encerrando o exercício em 1904. No seu terceiro mandato foi presidente do Conselho.